# Campeonato da Oceania de Atletismo de 2006
O Campeonato da Oceania de Atletismo de 2006 foi a 8ª edição da competição organizada pela Associação de Atletismo da Oceania entre os dias 12 a 16 de dezembro de 2006. Teve como sede o Apia Park, na cidade de Apia, em Samoa, sendo disputadas 38 provas (20 masculino, 17 feminino e um misto). Teve como destaque a Nova Zelândia com 20 medalhas no total, 13 de ouro.

## Medalhistas
Resultados completos podem ser encontrados nas páginas da Associação de Atletismo da Oceania,  Athletics PNG  e Athletics Samoa. 

### Masculino
| Evento                      | Ouro                                                                         | Ouro     | Prata                                                                   | Prata    | Bronze                                                                | Bronze   |
| --------------------------- | ---------------------------------------------------------------------------- | -------- | ----------------------------------------------------------------------- | -------- | --------------------------------------------------------------------- | -------- |
| 100 metros                  | Henry Ben · Papua-Nova Guiné                                                 | 10.75    | Moses Kamut · Vanuatu Wally Kirika · Papua-Nova Guiné                   | 10.82    |                                                                       |          |
| 200 metros                  | Peter Tuccandidgee · Austrália                                               | 21.65    | Moses Kamut · Vanuatu                                                   | 21.73    | Gabirieli Muatavola · Fiji Daniel Natusch · Nova Zelândia             | 21.81    |
| 400 metros                  | Sam Rapson · Nova Zelândia                                                   | 48.03    | Chris Walasi · Ilhas Salomão                                            | 48.62    | Fabian Niulai · Papua-Nova Guiné                                      | 49.16    |
| 800 metros                  | Aunese Curreen · Samoa                                                       | 1:52.65  | Isireli Naikelekelevesi · Fiji                                          | 1:55.30  | Arnold Sorina · Vanuatu                                               | 1:55.57  |
| 1 500 metros                | Aunese Curreen · Samoa                                                       | 4:04.09  | Anthony McCourt · Austrália                                             | 4:05.54  | Derek Mandell · Guam                                                  | 4:06.35  |
| 5 000 metros                | Brendan Whelan · Austrália                                                   | 16:01.97 | Derek Mandell · Guam                                                    | 16:18.83 | Lavi Sam · Vanuatu                                                    | 16:44.24 |
| 110 metros barreiras        | Mowen Boino · Papua-Nova Guiné                                               | 15.02    | Avele Tanielu · Samoa                                                   | 15.10    | Inoke Finau · Tonga                                                   | 16.72    |
| 400 metros barreiras        | Mowen Boino · Papua-Nova Guiné                                               | 51.62    | Wala Gime · Papua-Nova Guiné                                            | 53.17    | Nick Kalivati · Nova Zelândia                                         | 53.70    |
| 3.000 metros com obstáculos | Tim Hodge · Nova Zelândia                                                    | 9:34.59  | Sapolai Yao · Papua-Nova Guiné                                          | 9:49.56  | Om Halliday · Austrália                                               | 9:55.16  |
| Meia maratona               | Brendan Whelan · Austrália                                                   | 1:12:40  | Sapolai Yao · Papua-Nova Guiné                                          | 1:14:48  | Philip Nausien · Vanuatu                                              | 1:16:57  |
| 4×100 metros estafetas      | Fiji · Matavesi Telawa · Jone Wainiqolo · Gabirieli Muatavola · Filipo Delai | 41.73    | Papua-Nova Guiné · Fabian Niulai · Wally Kirika · Henry Ben · Anton Lui | 42.01    | Austrália · Lars Hansen · Otis Gowa · Peter Tuccandidgee · Daley Duan | 42.11    |
| 6 km corta-mato             | Om Halliday · Austrália                                                      | 26:48    | Brendan Whelan · Austrália                                              | 27:07    | Derek Mandell · Guam                                                  | 27:12    |
| Salto em altura             | Billy Crayford · Nova Zelândia Joshua Hall · Austrália                       | 2.07m    |                                                                         |          | Rajendra Prasad · Fiji                                                | 1.95m    |
| Salto em comprimento 1.)    | Daniel Natusch · Nova Zelândia                                               | 7.14m    | Jay Stone · Austrália                                                   | 6.88m    | Nathaniel Franklin · Austrália                                        | 6.84m    |
| Salto triplo 2.)            | Charles Nicholson · Nova Zelândia                                            | 13.56m   | Kuripitone Betham · Samoa                                               | 13.38m   | Buraieta Yeeting · Kiribati                                           | 13.30m   |
| Arremesso de peso           | Stephen Lasei · Samoa                                                        | 14.39m   | Justin Andre · Guam                                                     | 13.76m   | Tim Rozborski · Guam                                                  | 13.18m   |
| Lançamento de disco         | Stephen Lasei · Samoa                                                        | 45.75m   | Marshall Hall · Nova Zelândia                                           | 43.48m   | Jerrod Avegalio · Samoa Americana                                     | 43.41m   |
| Lançamento do martelo       | Justin Andre · Guam                                                          | 50.03m   | Brentt Jones · Ilha Norfolk                                             | 49.25m   | Gilles Valdenaire · Polinésia Francesa                                | 41.02m   |
| Lançamento do dardo         | Leslie Copeland · Fiji                                                       | 67.28m   | Victor Dao · Nova Caledônia                                             | 59.15m   | Jerrod Avegalio · Samoa Americana                                     | 52.13m   |
| Octatlo                     | Nathan Baart · Austrália                                                     | 5131pts  | Rabangaki Nawai · Kiribati                                              | 4992pts  | Inoke Finau · Tonga                                                   | 4311pts  |

1.): O evento de salto em distância foi ganho por Frédéric Erin da Nova Caledônia (listado como atleta convidado) em 7,55m. 

2.): O evento de salto triplo foi vencido por Frédéric Erin da Nova Caledônia (listado como atleta convidado) em 15,77m.

### Feminino
| Evento                    | Ouro                                                                           | Ouro     | Prata                                                                     | Prata    | Bronze                                                                        | Bronze  |
| ------------------------- | ------------------------------------------------------------------------------ | -------- | ------------------------------------------------------------------------- | -------- | ----------------------------------------------------------------------------- | ------- |
| 100 metros                | Mae Koime · Papua-Nova Guiné                                                   | 11.79    | Toea Wisil · Papua-Nova Guiné                                             | 12.03    | Latai Sikuvea · Tonga                                                         | 12.28   |
| 200 metros                | Monique Williams · Nova Zelândia                                               | 23.72    | Mae Koime · Papua-Nova Guiné                                              | 24.29    | Toea Wisil · Papua-Nova Guiné                                                 | 24.53   |
| 400 metros                | Monique Williams · Nova Zelândia                                               | 55.21    | Mae Koime · Papua-Nova Guiné                                              | 56.75    | Toea Wisil · Papua-Nova Guiné                                                 | 57.26   |
| 800 metros                | Betty Burua · Papua-Nova Guiné                                                 | 2:18.35  | Cecilia Kumalalamene · Papua-Nova Guiné                                   | 2:19.05  | Salome Dell · Papua-Nova Guiné                                                | 2:21.68 |
| 1 500 metros              | Lucy van Dalen · Nova Zelândia                                                 | 4:40.64  |                                                                           |          |                                                                               |         |
| 5 000 metros              | Holly van Dalen · Nova Zelândia                                                | 18:27.90 | Faye Ondelacy · Samoa Americana                                           | 23:19.45 |                                                                               |         |
| 110 metros barreiras      | Terani Faremiro · Polinésia Francesa                                           | 16.08    | Monique Lafaialii · Samoa                                                 | 18.66    | Melina Malatai · Samoa                                                        | 20.91   |
| 400 metros barreiras      | Chloe Butler · Austrália                                                       | 1:03.37  | Alyssa Taylor · Austrália                                                 | 1:06.47  | Gemma Radford · Nova Zelândia                                                 | 1:07.37 |
| Meia maratona             | Faye Ondelacy · Samoa Americana                                                | 1:19.35  | Patricia Gauquelin · Polinésia Francesa                                   | 1:52.52  |                                                                               |         |
| 4×100 metros estafetas    | Papua-Nova Guiné · Betty Burua · Mae Koime · Cecilia Kumalalamene · Toea Wisil | 48.30    | Austrália · Sarah Busby · Sarah Mackaway · Bessie Hayes · Jennifer Tagney | 48.64    | Nova Zelândia · Gemma Radford · Nicola Hely · Nneka Okpala · Monique Williams | 48.94   |
| Salto em altura           | Marissa Pritchard · Nova Zelândia Casey Narrier · Austrália                    | 1.70m    |                                                                           |          | Véronique Boyer · Polinésia Francesa                                          | 1.61m   |
| Salto em comprimento      | Soko Salaniqiqi · Fiji                                                         | 5.59m    | Terani Faremiro · Polinésia Francesa                                      | 5.52m    | Margaret Teiti · Ilhas Cook                                                   | 5.18m   |
| Salto triplo              | Nneka Okpala · Nova Zelândia                                                   | 12.29m   | Marissa Pritchard · Nova Zelândia                                         | 11.69m   | Soko Salaniqiqi · Fiji                                                        | 11.66m  |
| Arremesso de peso         | Ana Po'uhila · Tonga                                                           | 16.57m   | Tereapii Tapoki · Ilhas Cook                                              | 14.81m   | Margaret Satupai · Samoa                                                      | 14.40m  |
| Lançamento de disco 3.)   | Tereapii Tapoki · Ilhas Cook                                                   | 52.83m   | Ana Po'uhila · Tonga                                                      | 52.48m   | Margaret Satupai · Samoa                                                      | 43.72m  |
| Lançamento do martelo 4.) | Jessica Charlesworth · Nova Zelândia                                           | 43.70m   | Siniva Marsters · Ilhas Cook                                              | 41.51m   | Anna Harvey · Nova Zelândia                                                   | 38.64m  |
| Lançamento do dardo       | Tereapii Tapoki · Ilhas Cook                                                   | 45.85m   | Tammy Baart · Austrália                                                   | 40.40m   | Vanessa Wanai · Polinésia Francesa                                            | 36.32m  |

3.): Glenda Polelei da Nova Caledônia (listada como atleta convidada) foi a 3ª no evento de lançamento de disco em 45,70m.

4.): O evento de lançamento do martelo foi vencido por Elise Takosie da Nova Caledônia (listada como atleta convidada) em 46,19m.

### Misto
| Evento                   | Ouro                                                                         | Ouro    | Prata                                                                          | Prata   | Bronze                                                                          | Bronze  |
| ------------------------ | ---------------------------------------------------------------------------- | ------- | ------------------------------------------------------------------------------ | ------- | ------------------------------------------------------------------------------- | ------- |
| Revezamento medley 800 m | Nova Zelândia · Nicola Hely · Daniel Natusch · Monique Williams · Sam Rapson | 1:35.62 | Papua-Nova Guiné · Cecilia Kumalalamene · Levi Albert · Toea Wisil · Wala Gime | 1:37.95 | Tonga · Patiola Pahulu · Aisea Tohi · Latai Sikuvea · Uikelotu Ki Onehunga Palu | 1:38.06 |

## Quadro de medalhas
| Ordem | País               | Medalha de ouro | Medalha de prata | Medalha de bronze | Total |
| ----- | ------------------ | --------------- | ---------------- | ----------------- | ----- |
| 1     | Nova Zelândia      | 13              | 2                | 5                 | 20    |
| 2     | Austrália          | 8               | 6                | 3                 | 17    |
| 3     | Papua-Nova Guiné   | 6               | 10               | 4                 | 20    |
| 4     | Samoa              | 4               | 3                | 3                 | 10    |
| 5     | Fiji               | 3               | 1                | 3                 | 7     |
| 6     | Ilhas Cook         | 2               | 2                | 1                 | 5     |
| 7     | Polinésia Francesa | 1               | 2                | 3                 | 6     |
| 7     | Guam               | 1               | 2                | 3                 | 6     |
| 9     | Tonga              | 1               | 1                | 2                 | 4     |
| 10    | Samoa Americana    | 1               | 1                | 2                 | 4     |
| 11    | Vanuatu            | 0               | 2                | 3                 | 5     |
| 12    | Kiribati           | 0               | 1                | 1                 | 2     |
| 13    | Nova Caledônia     | 0               | 1                | 0                 | 1     |
| 13    | Ilha Norfolk       | 0               | 1                | 0                 | 1     |
| 13    | Ilhas Salomão      | 0               | 1                | 0                 | 1     |
| Total | Total              | 40              | 36               | 35                | 111   |

## Participantes (não oficial)
A participação de atletas de 20 países pode ser determinada a partir dos resultados publicados. 
| - Samoa Americana - Austrália - Ilhas Cook - Fiji - Polinésia Francesa - Guam - Kiribati | - Ilhas Marshall - Nauru - Nova Caledônia - Nova Zelândia - Ilha Norfolk - Nova Caledônia | - Palau - Papua-Nova Guiné - Samoa - Ilhas Salomão - Tonga - Vanuatu |

Legenda
| Recorde mundial       | Recorde mundial (World record)               |                       | Recorde africano                      | Recorde africano (African) |                                           | Q | Classificado por posição (Qualified) |
| Recorde do campeonato | Recorde do campeonato (Championship record)  | Recorde da América    | Recorde da América (Americas)         | q                          | Classificado por melhor tempo (Qualified) |   |                                      |
| Melhor marca do ano   | Melhor marca do ano (World leading)          | Recorde asiático      | Recorde asiático (Asian)              | DNS                        | Não largou (Did not start)                |   |                                      |
| Recorde nacional      | Recorde nacional (National record)           | Recorde europeu       | Recorde europeu (European)            | DNF                        | Não terminou (Did not finish)             |   |                                      |
| Recorde pessoal       | Recorde pessoal do atleta (Personal best)    | Recorde da Oceania    | Recorde da Oceania (Oceania)          | DSQ / DQ                   | Desclassificado (Disqualified)            |   |                                      |
| Recorde da temporada  | Recorde da temporada do atleta (Season best) | Recorde sul-americano | Recorde sul-americano (South America) | NM                         | Sem marca (No mark)                       |   |                                      |